# Mesa (Arizona)
Mesa és una ciutat ubicada al comtat de Comtat de Maricopa a l'estat d'Arizona, Estats Units d'Amèrica. Segons el cens de l'any 2023, Mesa tenia 511,648 habitants, això en fa la ciutat més poblada de l'àrea metropolitana de la vall oriental de Phoenix.
Mesa s'estén per 29 km des de Price Road a l'oest fins a Meridian Road a l'est i té una superfície terrestre de 359,2 km².
El servei aeri a la ciutat és proporcionat per dos aeroports: Falcon Field, situat a la part nord-est de la zona, es va establir com a camp d'entrenament dels pilots britànics de la RAF durant la Segona Guerra Mundial i va ser traslladat a la ciutat al final de la guerra. Falcon Field té 605 avions basats allà. El Phoenix–Mesa Gateway Airport es troba a l'extrem sud-est de la ciutat i ofereix un servei aeri alternatiu però limitat en comparació amb l'Aeroport Internacional Sky Harbor de Phoenix.
En estudis separats el 2014 i el 2017, els investigadors van determinar que Mesa era la ciutat més conservadora d'Amèrica.

## Ciutats agermanades
- Burnaby, Canadà
- Caraz, Perú
- Guaymas, Mèxic
- Upper Hutt, Nova Zelanda